# Torrecilla de la Jara
Torrecilla de la Jara – gmina w Hiszpanii, w prowincji Toledo, w Kastylii-La Mancha, o powierzchni 70,61 km². W 2011 roku gmina liczyła 293 mieszkańców.